# Урокът на историята
„Урокът на историята“ е българско-съветски игрален филм (драма) от 1957 година, по сценарий и режисура на Лев Арнщам и Христо Писков. Оператори са Александър Шеленков и Ю Лан Чен. Музиката във филма е композирана от Кара Карайев.

## Сюжет
1933 година. Георги Димитров отива в Берлин, за да установи връзки с българските комунисти, които са там. Нацистките лидери правят всичко възможно да преодолеят съпротивата на комунистите. Гьоринг забелязва провокация: по време на палежа на Райхстага, човекът му трябва да бъде заловен с членска книжка на Комунистическата партия. Райхстагът е в огън, провокаторът Ван дер Любе и депутата Торглер са арестувани. Масови репресии срещу комунистите започват. В ръцете на нацисткия съд също попада и Димитров. Въпреки това, в съдебната зала работниците, включително Хайнрих Ланге, доказват изкуствеността на обвинението. Националсоциалистите са принудени да оправдаят Димитров. Съветското правителство му дава правото на политическо убежище.

## Актьорски състав
- Стефан Савов — Георги Димитров
- Цветана Арнаудова — Параскева Димитрова
- Иван Тонев – Стефчо
- Енчо Тагаров – Гьобелс
- Георги Калоянчев – Ван дер Любе